# 2. deild
2. deild er den tredje højeste division i fodbold på Færøerne.

## Klubber i 2017
- Skála ÍF II
- B68 Toftir II
- B71 Sandoy − Nedrykket fra 1. deild 2016
- AB Argir II − Nedrykket fra 1. deild 2016
- EB/Streymur II
- TB/FC Suðuroy/Royn III
- Víkingur III
- NSÍ Runavík III
- KÍ Klaksvík III
- 07 Vestur II